# Eneabba (Australie)
Pour les articles homonymes, voir Eneabba.
Eneabba est une ville de Brand Highway située 278 km au nord de Perth, en Australie-Occidentale.
La région est célèbre pour connaître une magnifique floraison de fleurs de toutes couleurs au printemps. Elle abrite également les carrières de sable d'Iluka Resources.
La région a été pour la première fois explorée par un européen en 1839 lors de la seconde expédition de George Grey le long de la côte ouest. Grey et ses hommes furent forcés de traverser la région après que leur bateau se soit échoué. Le 11 avril, Grey découvre et nomme l'Arrowsmith River, d'après le cartographe anglais John Arrowsmith.
En 1870, le premier colon, William Rowland, arrive de Greenough. Il vit de chasse et élève des moutons, des cochons et des chevaux.
La région est plus largement ouverte à l'agriculture dans les années 1950, et une ville est fondée en 1961 pour accueillir les colons.
Le nom de la ville a une origine aborigène, et signifie dans cette langue « petite eau », en référence au ruisseau situé à proximité d'Enneabba.